# Distretto di Makwanpur
Il distretto di Makwanpur è una distretto del Nepal di 392.604 abitanti, che ha come capoluogo Hetauda. Fa parte della provincia di Bagmati. 
Fino al 2015 faceva parte della zona di Narayani nella Regione Centrale.
Geograficamente il distretto appartiene alla zona collinare delle Mahabharat Lekh.
Il principale gruppo etnico presente nel distretto sono i Tamang.

## Geografia antropica

### Suddivisioni amministrative
Il distretto è diviso in 10 municipalità, 1 sub-metropolitana, una urbana e 8 rurali.
- Hetauda
- Thaha
- Bhimphedi
- Makwanpurgadhi
- Manahari
- Raksirang
- Bakaiya
- Bagmati, Makwanpur
- Kailash
- Indrasarowar